# Saint-Broingt-le-Bois
Saint-Broingt-le-Bois [sɛ̃ bʁwɛ̃ lə bwa] ist eine französische Gemeinde mit 71 Einwohnern (Stand 1. Januar 2022) im Département Haute-Marne in der Region Grand Est. Sie gehört zum Arrondissement Langres und zum Kanton Chalindrey.

## Lage
Die Gemeinde Saint-Broingt-le-Bois liegt 16 Kilometer südlich von Langres. Sie ist umgeben von folgenden Nachbargemeinden:
| Heuilley-le-Grand |                                             | Rivières-le-Bois |
|                   | Kompassrose, die auf Nachbargemeinden zeigt |                  |
| Chassigny         | Maâtz                                       | Grandchamp       |

## Bevölkerungsentwicklung

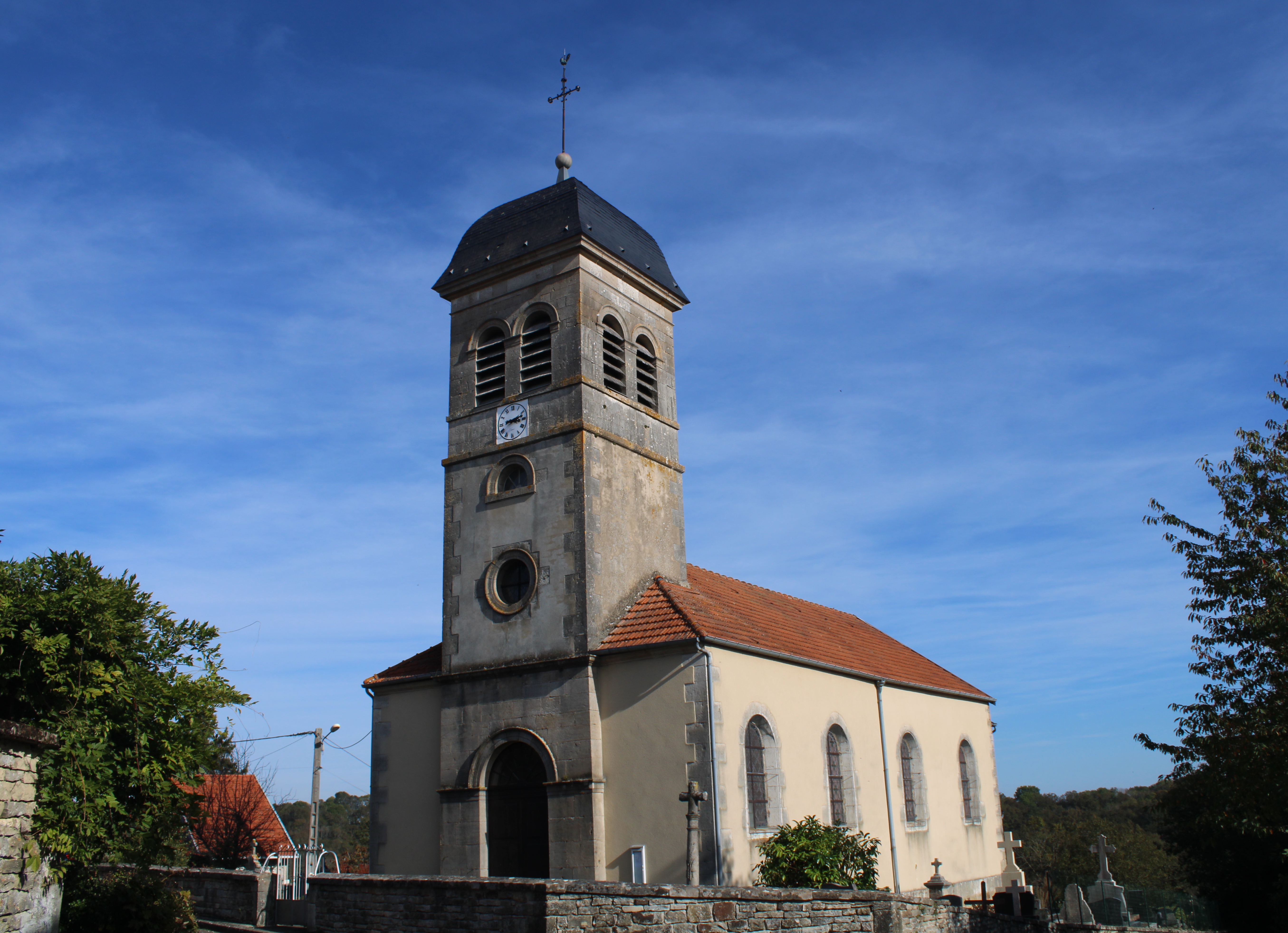
Kirche Saint-Bénigne

| Jahr                       | 1962 | 1968 | 1975 | 1982 | 1990 | 1999 | 2008 | 2018 |
| -------------------------- | ---- | ---- | ---- | ---- | ---- | ---- | ---- | ---- |
| Einwohner                  | 121  | 130  | 112  | 101  | 75   | 55   | 84   | 69   |
| Quellen: Cassini und INSEE |      |      |      |      |      |      |      |      |

## Sehenswürdigkeiten
- Kirche Saint-Bénigne